# Georg Böhm (Geologe)
Georg Böhm, auch Boehm, (* 21. Dezember 1854 in Frankfurt (Oder); † 18. März 1913 in Freiburg im Breisgau) war ein deutscher Paläontologe und Geologe.

## Leben
Böhm war Sohn eines jüdischen Kaufmanns und studierte Geologie in Berlin, Straßburg und Göttingen, wo er 1877 promoviert wurde. Danach war er Assistent von Karl Alfred von Zittel an der Universität in München, wo er auch seinen Wehrdienst bei der Artillerie leistete. Er sammelte auf ausgedehnten Reisen in Europa und Turkestan. 1899 und 1902 war er auch im damals niederländischen Indonesien und in Neuseeland. 1885 habilitierte er sich in Freiburg und wurde dort 1902 ordentlicher Honorarprofessor für Geologie und Paläontologie. Er war Mitarbeiter der Großherzoglich Badischen Geologischen Landesanstalt.
Er befasste sich vor allem mit dem Mesozoikum. Seine Funde mariner Fossilien auf den Sula-Inseln, Misool und Buru widerlegten eine damals von Eduard Suess und Melchior Neumayr vertretene These eines im Jura bestehenden Molukken-Kontinents. Er arbeitete für Indonesien mit den Paläontologen Johannes Wanner und Lothar Krumbeck zusammen.
Böhm erhielt das Offizierskreuz des Ordens von Oranien und Nassau und war Ritter des Zähringer Löwenordens I. Klasse.
Er war seit 1890 mit der Hannoveraner Bankierstochter Ella Werthauer verheiratet und hatte zwei Söhne und die Tochter Gerda, die Ärztin wurde. Seine Ehefrau und Tochter wurden 1940 ins Camp de Gurs deportiert und wahrscheinlich 1944 im KZ Auschwitz ermordet. Der Sohn Gundo konnte sich rechtzeitig in die Schweiz absetzen.
Seine völkerkundlichen Sammlungen auf den Molukken übergab er der Universität Freiburg.

## Schriften
- Ein Beitrag zur Kenntnis fossiler Ophiuren. 56 S., 2 Tafeln, Akademische Verlagsbuchhandlung von J. C. B. Mohr, Freiburg i. B. 1889 (Berichte der Naturforschenden Gesellschaft zu Freiburg im Breisgau 1889, Band IV, Heft V, S. 232–287)
- Ueber fossile Ophiuren. Zeitschrift der Deutschen Geologischen Gesellschaft, XLV, 1893, S. 158–161
- mit Johannes Paul Felix, Hans Lenk, Alfred Gabriel Nathorst, Gustav Steinmann, August Hoppe: Beiträge zur Geologie und Paläontologie der Republik Mexiko, 2 Bände 1889
- Herausgeber mit Johannes Wanner und Mitautor: Beiträge zur Geologie von Niederländisch-Indien, Schweizerbart